# Viola jaborneggii
Viola jaborneggii är en violväxtart som beskrevs av Khek. och David Pacher. Viola jaborneggii ingår i släktet violer, och familjen violväxter. Inga underarter finns listade i Catalogue of Life.